# Ilja Maksimow
Ilja Władimirowicz Maksimow (ros. Илья Владимирович Максимов, ur. 2 lutego 1987 w Gorkim) – rosyjski piłkarz grający na pozycji środkowego pomocnika.

## Kariera klubowa
Maksimow pochodzi z Niżnego Nowogrodu, ale piłkarskie treningi rozpoczął w szkółce piłkarskiej Spartaka Moskwa. W 2001 roku przeszedł do innego moskiewskiego klubu słynącego z pracy z młodzieżą, Akademiki Moskwa, z którym zdobywał mistrzostwo Moskwy i młodzieżowe mistrzostwo Rosji. W Akademice występował do 2004 roku i wtedy też wyjechał na testy do francuskiego Toulouse FC. Wrócił jednak do Rosji i przeszedł do Zenitu Petersburg i przez rok występował w rezerwach klubu, a 13 lipca 2005 zadebiutował w pierwszej drużynie, w meczu Pucharu Rosji przeciwko Kubaniowi Krasnodar (1:0). W Premier Lidze swój pierwszy mecz zaliczył w 2006 roku i łącznie 7 razy pojawił się na boisku, nieznacznie przyczyniając się do zajęcia 4. miejsca w lidze. W 2007 roku jako rezerwowy został mistrzem Rosji.
Na początku 2008 roku Maksimow przeszedł do Szynnika Jarosław, beniaminka Premier Ligi, ale rozegrał tam tylko jedno spotkanie i w połowie roku został wypożyczony z Zenitu do Sportakademklub Moskwa z Pierwszej Dywizji. W 2009 roku jest wypożyczony do FK Chimki. W 2010 roku odszedł do FK Niżny Nowogród, a w 2011 przeszedł do Kubania Krasnodar. Następnie grał w Wołdze Niżny Nowogród i Krylji Sowietow Samara. W 2013 roku został zawodnikiem Anży Machaczkała.
| Sezon   | Klub                   | Kraj  | Rozgrywki        | Mecze | Bramki |
| ------- | ---------------------- | ----- | ---------------- | ----- | ------ |
| 2004    | Zenit Petersburg-2     | Rosja | Wtoroj diwizion  | 1     | 0      |
| 2005    | Zenit Petersburg-2     | Rosja | Wtoroj diwizion  | 18    | 3      |
| 2006    | Zenit Petersburg       | Rosja | Priemjer-Liga    | 7     | 0      |
| 2006    | Zenit Petersburg-2     | Rosja | Wtoroj diwizion  | 16    | 0      |
| 2007    | Zenit Petersburg       | Rosja | Priemjer-Liga    | 6     | 0      |
| 2008    | Szynnik Jarosław       | Rosja | Priemjer-Liga    | 1     | 0      |
| 2008    | Sportakademklub Moskwa | Rosja | Pierwyj diwizion | 17    | 4      |
| 2009    | FK Chimki              | Rosja | Priemjer-Liga    | 15    | 1      |
| 2010    | FK Niżny Nowogród      | Rosja | Pierwyj Diwizion | 15    | 1      |
| 2011/12 | Kubań Krasnodar        | Rosja | Priemjer-Liga    | 14    | 0      |
| 2011/12 | Wołga Niżny Nowogród   | Rosja | Priemjer-Liga    | 14    | 0      |
| 2012/13 | Wołga Niżny Nowogród   | Rosja | Priemjer-Liga    | 13    | 4      |
| 2012/13 | Krylja Sowietow Samara | Rosja | Priemjer-Liga    | 9     | 4      |
| 2013/14 | Krylja Sowietow Samara | Rosja | Priemjer-Liga    | 4     | 1      |
| 2013/14 | Anży Machaczkała       | Rosja | Priemjer-Liga    |       |        |

## Kariera reprezentacyjna
W 2001 roku Maksimow zadebiutował w młodzieżowej reprezentacji Rosji U-15. Następnie występował także w kadrach U-17, U-19 oraz U-21. W seniorskiej kadrze zadebiutował 26 marca 2016 w wygranym 3:0 meczu z Litwą.